# Jardin de l'Îlot-Rébeval
Jardin de l'Îlot-Rébeval är en park i Quartier du Combat i Paris nittonde arrondissement. Parken, som invigdes år 1984, har ingångar vid Rue de Belleville, Rue Rébeval, Rue Jules-Romains och Boulevard de la Villette.
Vid en av ingångarna till parken, på Place Marcel-Achard, står statyn "Uranus", utförd 1985 av skulptören Étienne Hajdú (1907–1996).

## Omgivningar
- Saint-Georges de la Villette
- Notre-Dame-de-l'Assomption des Buttes-Chaumont
- Place Marcel-Achard
- Parc des Buttes-Chaumont
- Square Bolivar
- Villa du Parc

## Bilder
| - Saint-Georges de la Villette. - Place Marcel-Achard med skulpturen "Uranus" av Étienne Hajdú. - Parc des Buttes-Chaumont. - Notre-Dame-de-l'Assomption des Buttes-Chaumont. |

## Kommunikationer
- Tunnelbana – linjerna   – Belleville
- Busshållplats Belleville – Paris bussnät, linjerna 20 71